# Куусік Віллем Юханович
Віллем Юханович Куусік (Кузік) (4 лютого 1902, село Раммука волості Тистамаа, тепер околиці міста Пярну, Естонія — 24 липня 1970, місто Пярну, тепер Естонія) — радянський естонський діяч, секретар ЦК КП(б) Естонії. Член Бюро ЦК КП(б) Естонії в 1944—1951 роках. Депутат Верховної ради Естонської РСР.

## Життєпис
Народився в селянській родині. У 1914 році закінчив парафіяльну школу в Тистамаа та продовжив навчання в міській школі Пярну, де навчався до евакуації школи в 1917 році. До 1921 року працював у власному господарстві, потім вступив до сільськогосподарської школи Вана-Войду. З січня по листопад 1922 року служив в естонській армії, був звільнений за станом здоров'я.
У червні 1924 року став членом нелегальної Комуністичної партії Естонії. У 1925 році нелегально перебрався до міста Луги Ленінградської області СРСР.
У вересні 1925 — липні 1929 року — студент Комуністичного університету національних меншин Заходу імені Мархлевського в місті Ленінграді.
З червня по листопад 1929 року був секретарем редакційної колегії газети «Едасі» («Вперёд») Естонської секції при ЦК ВКП(б).
У 1929 році штаб Ленінградського військового округу запропонував Віллему Куусіку виїхати до Естонії і організувати там прорадянські диверсійні групи. З листопада 1929 по березень 1930 року був військовим організатором Комуністичної партії Естонії під псевдонімом «Еді».
7 березня 1930 року заарештований естонською поліцією. П'ять місяців провів у в'язниці Патарей на попередньому слідстві, а 20 серпня 1930 року військово-окружний суд засудив Віллема Куусіка до 12 років каторжних робіт. Згодом додали вісім років за участь у спробі державного перевороту 1 грудня 1924 року. 28 серпня 1938 року звільнений із ув'язнення за амністією. Після звільнення з в'язниці Куусік жив із батьками в муніципалітеті Тистамаа.
Після окупації Естонії радянськими військами 21 червня 1940 року призначений організатором естонських профспілок. Член ВКП(б) з 1940 року.
З серпня по листопад 1940 року — редактор газети «Rahva Hääl» («Голос народу»). З листопада 1940 по січень 1941 року — відповідальний редактор газети «Töörahva Hääl» («Голос пролетаріату»).
У січні — липні 1941 року — 2-й секретар Пярнуського повітового комітету КП(б) Естонії.
З червня 1941 року служив у винищувальному батальйоні та 1-му Естонському стрілецькому полку. З липня по жовтень 1941 року — 
політрук будівельного батальйону військ НКВС.
З жовтня по листопад 1941 року — завідувач економічного відділу редакції газети «Rahva Hääl» («Голос народу») в місті Ленінграді. У листопаді 1941 — квітні 1942 року — інспектор виконавчого комітету Макушинської районної ради депутатів трудящих Челябінської області.
У квітні 1942 — березні 1943 року — на політичній роботі у 249-й естонській стрілецькій дивізії: редагував газету «Rynnaku» і «Tasuja». У березні 1943 — жовтні 1944 року — в Естонському Штабі партизанського руху.
У жовтні — грудні 1944 року — 1-й секретар Пярнуського повітового комітету КП(б) Естонії.
2 грудня 1944 — 19 квітня 1946 року — секретар ЦК КП(б) Естонії із кадрів.
19 квітня 1946 — 23 грудня 1948 року — 3-й секретар ЦК КП(б) Естонії.
26 грудня 1948 — 15 червня 1951 року — секретар ЦК КП(б) Естонії.
У липні 1951 — березні 1952 року — директор Пярнуського лісопромислового господарства Естонської РСР.
25 січня 1952 року виключений із ВКП(б) «за співпрацю із естонською поліцією після арешту в 1930 році».
З березня по червень 1952 року працював на фабриці «Кроом» в Естонській РСР.
Заарештований органами МДБ 24 червня 1952 року. 9 жовтня 1952 року засуджений до 25 років позбавлення волі. Покарання відбував у виправно-трудовому таборі біля міста Нарви в каменоломні Кадастик. Через хворобу у вересні 1955 року звільнений із ув'язнення.
З 1955 року — на пенсії. Помер 24 липня 1970 року.

## Нагороди
- орден Леніна (20.07.1950)
- медалі